# آیین‌نامه ملی برق
آیین‌نامه ملی برق یا ان‌ئی‌سی (به انگلیسی: NEC) یک استاندارد خودگسترش‌یافته توسط انجمن حفاظت آتش ملی (NFPA) در آمریکا است که با نام NFPA 70 نیز شناخته می‌شود و در نوشتن قوانین بیش از ۴۲٬۰۰۰ شهرستان، شهرداری و ایالت امریکا به کار رفته است. این استاندارد در پی اجماع‌های سه‌سالانه بین متخصصین و کاربران به‌روز می‌شود. در این بین اگر نیاز به تفسیر فرایندهای ان‌ئی‌سی وجود داشته باشد، ان‌اف‌پی‌ای در موارد ضروری که نمی‌توان منتظر انتشار بعدی استاندارد شد، این کار را انجام می‌دهد. بخش مهندسی برق ان‌اف‌پی‌ای مسئولیت ان‌ئی‌سی و دیگر استانداردهای الکتریکی ان‌اف‌پی‌ای را بر عهده دارد.
ان‌ئی‌سی بیش از ۷۰۰ صفحه و ۱۳۰ مقاله در موضوعات مختلف دارد و توسط بیش از ۱۹ زیرکارگروه تخصصی به نام هیئت‌رئیسه‌های نوشتن آیین‌نامه بازنگری می‌شود.

## گسترهٔ کاربرد
استانداردهای ان‌ئی‌سی پرکاربردترین استاندارد ایمنی در سطح جهان به شمار می‌آید و علاوه بر آمریکا کشورهای دیگری نیز آن را به کار گرفته‌اند. بسیاری از کشورها که قوانین ملی در این زمینه ندارد از استاندارد ان‌ئی‌سی استفاده می‌کنند. همهٔ ۵۰ ایالت امریکا و بیش از ۴۲٫۰۰۰ حوزهٔ قضایی آن، از این استاندارد استفاده می‌کنند. بسیاری از شرکت‌های چندملیتی پایه‌گذاری‌شده در آمریکا از این استاندارد در تأسیسات خود در سراسر جهان بهره می‌برند. متن این استاندارد به چهار زبان به غیر از انگلیسی ترجمه شده است.